# Agelasinus
Agelasinus là một chi bọ cánh cứng trong họ 
Elateridae.
Chi này được Candèze miêu tả khoa học năm 1863.

## Các loài
Các loài trong chi này gồm:
- Agelasinus aeneus Fleutiaux, 1920
- Agelasinus antennalis Schwarz, 1900
- Agelasinus campyloides Candèze, 1863
- Agelasinus limbatipennis Steinheil, 1875
- Agelasinus metallescens Steinheil, 1875
- Agelasinus suturalis Steinheil, 1875
- Agelasinus viridis Candèze, 1863